# Mathieu Cordang
Joannes Matheus "Mathieu" Cordang (nascido em 6 de dezembro de 1869.em Blerick e falecido em 24 de março de 1942 em Swalmen) é um corredor em pista neerlandês dos anos 1890-1900. Profissional de 1896 a 1900, é um especialista das carreiras de meio-fundo e de longa distância também em pista e em estrada. Tornou-se campeão do mundo de meio-fundo amadores em 1895.

## Biografia
Mathieu Cordang pertence com o seu compatriota Jaap Eden aos pioneiros do ciclismo neerlandês. Vem de uma família pobre e tem 14 irmãos e irmãs. Tornou-se marinheiro em alto mar. Em 1893, participa numa carreira durante uma estadia no porto de Flessingue. Ele usava uma bicicleta e conseguiu a carreira. Decide então, após esta vitória de tornar-se corredor. A sua primeira vitória importante, celebra-a um ano mais tarde durante a carreira  Amsterdã-Arnhem-Amsterdã.
Cordang era um especialista das carreiras disputadas nas longas distâncias. Em 1895, resulta em Colónia campeão do mundo de meio-fundo nos amadoras. Em 1897, termina segundo dos dois maiores clássicos da época : Bordéus-Paris por trás de Gaston Rivierre em Paris-Roubaix (por trás do futuro vencedor do primeiro Tour de France, Maurice Garin). Durante Paris-Roubaix, apresenta-se no velódromo Roubaisien com Garin para disputar-se a vitória. Pascal Sargente escreveu :
«É difícil de reconhecê-los. Garin chega em primeiro, seguido pela figura suja de lama de Cordang. Tudo a golpe, à estupefação de todos, Cordang escorrega e bate numa superfície de betão do velódromo. Garin não crê nos seus olhos. No momento em que Cordang está de regresso à sua bicicleta, tem 100 metros de atraso. Fica seis voltas para retomar. Dois quilómetros miseráveis para atingir Garin. A multidão retém o seu folego olhando à incrível perseguição. O sino ressoa. Uma volta, fica uma volta. 333 metros para Garin, que tem sempre um avanço de 30 metros no Batave.
Uma vitória na clássica está ao seu alcance mas pode quase sentir o folego do seu adversário no seu pescoço. Garin conserva finalmente o seu avanço de dois metros, dois pequenos metros para uma vitória legendária. Os espectadores explodem e ovacionão ambos homens. Garin exulta sob as aclamações da multidão. Cordang chora da sua decepção.»
Garin declara após a carreira : «Consegui ganhar, mas Cordang era o mais forte». Em 1900, Cordang consegue a desforra e vence o Bol d'Or ante Garin e o Alemão Thaddäus Robl.
Durante os Jogos Olímpicos de 1900 em Paris, consegue três medalhas : o ouro na 3 000 metros e na carreira das 24 horas e a prata na uma corrida por pontos. Não obstante, estas carreiras reservadas aos profissionais estão disputadas no marco dos Jogos mas estes resultados não são reconhecidos pelo CIO.
Em 18 setembro  de  1897, no Crystal Palace em Londres bate o recorde do mundo de distância percorrida nas 24 horas : 991.651 quilómetros. Melhora de 51 milhas 590 jardas, ou seja 82 quilómetros o recorde precedente conseguido por Constant Huret. Sobre a sua lançada, realiza um novo recorde dos 1000 quilómetros em 24 h 12 minutos e 21 segundos. Bate o precedente recorde de para perto de 16 horas Com todos os seus recordes, está apelidado «Recordang».
Alguns meses após os seus sucessos, o seu domicílio em Blerick é queimado completamente por um incêndio. Perde igualmente toda a sua colecção de troféus. Ele muda-se para Swalmen, a cidade natal da sua mulher, onde abre uma loja de bicicletas, depois uma garagem. É pai de oito meninos aos quais os proíbe a prática do ciclismo. Em 1942, os Alemães confiscam-lhe os seus veículos e motores e está obrigado de fechar a sua empresa.
Morre pouco tempo depois aos 72 anos de uma pneumonia.

## Honra

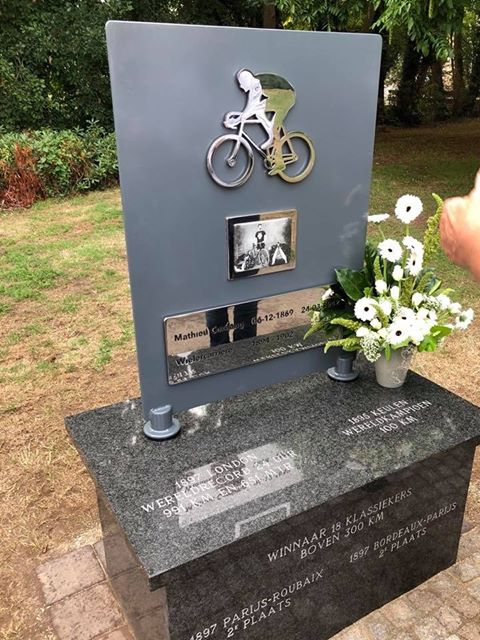
Monumento na honra de Cordang a Swalmen

Em Almere, uma estação, o Cordangpad está nomeado em sua honra.
Em agosto  de  2018, o parque Mathieu Cordang leva o seu nome em Swalmen e um monumento é dedicado em cara da sua antiga garagem.

## Palmarés em pista

### Campeonatos mundiais
- Colónia 1895
  -  Campeão do mundo de meio-fundo amador

### Recordes
- Recorde do mundo do quilómetro em 1894
- Recorde do mundo das 24 horas : 
  - 991,651 km em 1897
  - 1 000,110 km em 1899

### Grande Prêmio
- GP ROUBAIX : 1898
- GP Amsterdã : 1898
- GP Berlim : 1898
- GP de Haia : 1899
- Bol d'Or : 1900

## Palmarés em estrada
- 1894
  - Amsterdã-Arnhem-Amsterdã Maastricht-Nijmegen-Maastricht Rotterdam-Utrecht-Rotterdam
- 1895
  - Amsterdã-Arnhem-Amsterdã
  - Leiden-Utrecht-Leiden
  - Maastricht-Roermond
- 1896
  - 5.º de Bordéus-Paris
- 1897
  - 2.º de Paris-Roubaix
  - 2.º de Bordéus-Paris